# ディズニー インフィニティ3.0
『ディズニー インフィニティ3.0』（Disney INFINITY3.0）は、ディズニー・インタラクティブ・スタジオが開発し、2015年に発売のゲームソフト。プラットフォームは、PlayStation 3、PlayStation 4、Xbox 360、Xbox One、Wii Uなど。
日本では、PS3版、PS4版、Wii U版がバンダイナムコエンターテインメントより2015年11月12日に発売された。2016年1月19日より、ひかりTVゲームの遊び放題パックで配信開始。

## 概要
ウォルト・ディズニー・カンパニー（ウォルト・ディズニー・スタジオ）及び、その傘下企業であるピクサー・アニメーション・スタジオ、マーベル・エンターテイメント、ルーカスフィルムが制作した作品の登場キャラクターがクロスオーバーする、クリエイティブ要素を備えたゲーム。
ゲーム機向けの本商品には専用機器「ディズニーインフィニティ・ベース」が付属しており、「キャラクターフィギュア」「パワーディスク」の内蔵データをリードしてゲームに反映させることができる。「キャラクターフィギュア」なら使用するプレイヤーキャラが変化し、「パワーディスク」ならアイテムや特殊効果などが使えるようになる。
ひかりTV版ではフィギュアは使用できないが、フィギュア付属のWEBコードをゲームのセットアップ画面で入力することでゲームで使用することができる。なお、ひかりTV版では日本で12月までに発売された4種のプレイセットとそれに付属する8体のキャラクターに加え、日本では発売されていない2種のトイボックスエクスパンションゲームと60体以上のディズニーインフィニティ1.0/2.0向けのディズニー、ピクサー、マーベルキャラが使用可能となっている。

## プロジェクトの終焉
2016年3月に2016年バージョンの発売を行わず、3.0において数タイトルのプレイセットを発売する計画を発表したが、同年5月にToys-to-Life市場の悪化及び開発費の高騰を懸念したディズニー上層部がプロジェクトの中止を発表した。
2016年6月17日にファインディング・ドリープレイセットを発売し、すべてのフィギュアの開発を終えた。
2016年9月30日にディズニーへのアップロード機能の停止、モバイル版のサービス終了を経て、2017年3月3日にオンラインマルチプレイを含むすべてのオンライン機能をコンソール版から削除された。なお、PC版がベースとなっているひかりTVゲーム版はオフライン対応版が配信された。

## プレイセット（ストーリーモード）
ディズニーインフィニティ・ベースでキャラクターフィギュアとプレイセットピースを読み込むことで作品ごとのストーリーをプレイできる。ゲーム機向けのスターターパックには「共和国の終焉」プレイセットが同梱。ひかりTV版はスター・ウォーズシリーズの3つのプレイセットと「インサイド・ヘッド」プレイセット及び同梱キャラクターがアンロックされている。

### スター・ウォーズシリーズ
マップ上に点在するミッションをクリアしてストーリーを進めるオープンワールドゲーム。キャラクターの顔が描かれた“チャンピオンコイン”を獲得することで、スター・ウォーズの他作品のキャラクターやヴィランが使用可能になる。

#### 「共和国の終焉」
クローン戦争期から共和国の崩壊をモチーフとした作品。

#### 「帝国への反撃」
「ヤビンの戦い」「ホスの戦い」など、エピソード4–6までの名シーンを追体験できるシナリオとなっている。

#### 「スター・ウォーズ/フォースの覚醒」
同作品のストーリーを追体験できるシナリオ。
映画のネタバレを防ぐため、2重のロック措置がかけられており、フィギュアは映画公開の12月18日に発売、さらにフライング入手対策として、アメリカ東部時間の12月18日0:00以降にインターネットに接続した状態でのゲーム起動、もしくは同時間以降に公式サイトに提示されるアンロックキーを入力しないと使用はおろかコレクション表示すらされなかった。

### 「インサイド・ヘッド」
ライリーの脳内の島で繰り広げられるステージクリアタイプの2.5D/3Dアクションゲーム。5人の感情にはそれぞれ特色があり、ステージの傾向によって切り替えてプレイすることでゲームを有利に進められる。

### 「マーベル・バトルグラウンド」
日本未発売のプレイセットで、3.0のマーベルキャラ7体および、2.0のマーベルキャラ21体で楽しむ対戦型のアクション。もし、ロキとウルトロンが共闘したら？というプロットのストーリーモード、28のシチュエーションをクリアするミッションモード、最大4人でオフライン対戦が可能なVSモードが搭載されている。ミッションモードではステージとキャラが対応しており、対応キャラでステージをクリアするとトイボックスモードのトイやアナザーコスチュームが解放される（逆を言うとすべてのトイなどを解放するには2.0・3.0の全28体のマーベルフィギュアが必要）。
VSモードではゲームクリアで獲得できるトライアルコインを消費して全28体からの選択が可能。フィギュアをインフィニティベースにかざすことでコインを消費しないで選択が可能になる。また、オンライン接続時は週代わりでコインを消費せずに数キャラが使用できる。
プレイにはゲームバージョン2.0.0へのバージョンアップが必要で、ウルトロンとハルクバスターのセリフのみストーリーモードのローカライズが行われている。また、PC版は非対応のため、PC版ベースのひかりTVゲーム版ではプレイできない。

### 「ファインディング・ドリー」
日本未発売かつ、ディズニー インフィニティ最後のプレイセット。映画の後日談を楽しめる2.5Dアクション。
プレイにはバージョン3.0.0が必要だが、日本版は3.0.0のバージョンアップを行わないことを発表しているため、2016年8月現在、プレイには海外版のソフトが必要となっている。PC版・ひかりTVゲーム版は非対応。

## トイボックスモード
ディズニー、ピクサー、マーベル、スターウォーズの区別なく、好きなキャラクターで遊ぶことができるモード。ステージコンストラクションを搭載した従来のモードに加え、いくつかのゲームモードが追加された。

### トイボックス・エクスパンションゲーム
追加のゲームピースを購入すると遊ぶことができる追加ゲームモード。ひかりTV版では標準搭載。ゲーム機向けには日本では提供予定が発表されていないが、実装・ローカライズは行われており、海外で発売されているゲームピースを使用すると国内版でもプレイ可能。

#### トイボックス・テイクオーバー
シンドロームによって分断された世界を取り戻すべくディズニー、ピクサー、マーベル、スター・ウォーズのキャラクターたちが一致団結して立ち向かう、というストーリーラインのハック＆スラッシュタイプのアクションゲーム。後述するバディ（オプション）を連れて行くことができる。全5ステージ構成。

##### ヒーロー・デストロイヤー
自動生成されるステージをクリアするミニゲーム。このゲームをクリアしないと、一部のバディをアンロックすることができない。

#### トイボックス・スピードウェイ
全9コース、最大8台で競うカートレースモード。使用可能な車種はゲーム中にアンロックした車輌および、パワーディスク（ゲームピースの下に2枚まで設置可能）の車輌。コース中に3つ点在しているコインを獲得することでトイボックスモードのトイをアンロック可能。

##### 登場コース・作品
- アランデール レーシングリンク（アナと雪の女王）
- シュガーラッシュ レースウェィ（シュガーラッシュ）
- サンフランソーキョー サーキット（ベイマックス）
- アグラバー レースウェイ（アラジン）
- グラビティフォールズ ミステリーツアー（怪奇ゾーン グラビティフォールズ）
- ハロウィンタウン ハイウェイ（ナイトメアー・ビフォア・クリスマス）
- モンスターズ メイヘム（モンスターズ・インク）
- ロード トゥ ノーウェア（ガーディアンズ・オブ・ザ・ギャラクシー（ノーウェア））
- デューン オブ タトゥイーン（スター・ウォーズ（タトゥイーン））

### トイボックス・ハブ
ゲームの基本アクションなどを習得できるチュートリアルとミニゲームへの入り口が用意されたゲームフィールド。ゲームの進行に応じて拡張される。

#### トイボックス・アーケード
「トロン」シリーズに登場するフリンのゲームセンターに設置。不特定多数のプレイヤーとの対戦ミニゲームが楽しめる。

#### ディズニーインフィニティ・シアター
世界中のプレイヤー及びディズニー内部のコミュニティチームが作成したトイボックスのダウンロード、及びYouTubeで放送されているToy Box TVが視聴できる（日本語字幕なし）。外観・内装はディズニーが所有するハリウッドの映画館「エル・キャピタン劇場」がモチーフとなっている。なお、ビデオとトイボックスの追加は5月の撤退発表を以て終了している。

### バディ
トイボックス作成補助、攻撃、育成を行えるオプションキャラクター。獲得方法はトイストアのキャラクター説明に記載されており、それ以外の方法では獲得不可能。装備はトイボックス テイクオーバー及び一部のミニゲームをプレイすることで入手可能で、パラメータを上げないと装備できないものもある。

### 農園シミュレーション
ハブから呼び出すミニゲーム、及び自分のトイボックスで畑のパーツを獲得することでおやつの作成が可能。バディにクワを持たせ、おやつの種をまくことでおやつを収穫することができる。ただし雑草が生える場合もあり、その時は攻撃での除去が必要。獲得したおやつはバディの育成に使うことができる。ただし、バディには空腹度があり、おやつを食べさせすぎるとクールダウンさせないと追加のおやつを食べさせることができなくなる。

## 今回からの参加作品・キャラクター
太字のキャラクターはスターターパック/プレイセットにフィギュアが付属される。
- スター・ウォーズシリーズ
  - 「共和国の終焉」プレイセット
    - アナキン・スカイウォーカー、アソーカ・タノ、オビ＝ワン・ケノービ、ヨーダ、ダース・モール

  - 「帝国への反撃」プレイセット 
    - ルーク・スカイウォーカー、レイア・オーガナ、ダース・ベイダー、チューバッカ、ハン・ソロ

  - 「スター・ウォーズ/フォースの覚醒」プレイセット
    - レイ、フィン、ポー・ダメロン、カイロ・レン

  - 「スター・ウォーズ 反乱者たち」
    - エズラ・ブリッジャー、ケイナン・ジャラス、サビーヌ・レン、ガラゼブ“ゼブ”オレリオス
- 「インサイド・ヘッド」
  - ヨロコビ、イカリ、カナシミ、ムカムカ、ビビリ
- 「アベンジャーズ/エイジ・オブ・ウルトロン」
  - ウルトロン、ハルクバスター
- ディズニー
  - ミッキーマウス、ミニーマウス
- 「アナと雪の女王」
  - オラフ
- 「トロン: レガシー」
  - サム・フリン、クオラ
- 「ムーラン」
  - ムーラン

### 日本未発売のフィギュア
ドリーとニモ以外は日本版（2.0.0）でプレイ可能。ただし、バルー、アリス、マッドハッター、タイムは英語表記となる。ひかりTVゲーム版はスポットのみ対応。PC版（GOLD EDITION）はスポット、ニック、ジュディが使用可能。
- 「アーロと少年」[注釈 1]
  - スポット
- 「ズートピア」
  - ニック・ワイルド、ジュディ・ホップス
- 「ジャングル・ブック（1967）」
  - バルー
- 「アリス・イン・ワンダーランド/時間の旅」
  - アリス、マッドハッター、タイム
- 「ファインディング・ドリー」
  - ドリー、ニモ
- 「スパイダーマン」
  - ブラック・スパイダーマン[注釈 2]
- 「シビル・ウォー/キャプテン・アメリカ」
  - キャプテン・アメリカ ザ・ファースト・アベンジャー[注釈 3]、ブラック・パンサー、アントマン[注釈 4]
- 「アベンジャーズ/エイジ・オブ・ウルトロン」
  - ヴィジョン